# Bactrocera honiarae
Bactrocera honiarae
 es una especie de díptero que Drew describió por primera vez en 1989. Bactrocera honiarae pertenece al género Bactrocera de la familia Tephritidae. 